# Élection présidentielle américaine de 1964 en Alaska
L'élection présidentielle américaine de 1964 en Alaska a lieu le 3 novembre 1964 comme dans les 49 autres États qui composent les États-Unis. Les électeurs alaskains choisissent des grands électeurs pour les représenter dans le collège électoral à travers un vote populaire. L'Alaska possède en 1964 3 grands électeurs. L'État donne l'ensemble de ses grands électeurs au candidat du Parti démocrate, le président sortant Lyndon B. Johnson. 
Le candidat vainqueur de ce scrutin dans tout le pays sera également Johnson, qui entamera un second mandat à la présidence des États-Unis le 20 janvier 1965. 
Il s'agit de l'unique élection présidentielle au cours de laquelle l'Alaska a été remporté par le candidat du Parti démocrate.